# 许昌市中心医院
许昌市中心医院是一家三级综合性医院，位于许昌市华佗路30号。

## 简介
医院始建于1912年，是许昌市城镇职工、居民医疗保险定点医院和新型农村合作医疗定点医院。
建有国家级感染病防治重点项目感染病大楼。新建19层外科大楼于2011年投入使用。
医院设26个临床科室，18个医技科室，以及ICU、CCU、NICU、EICU、PICU、RICU等重症监护病房；下设三八社区服务站和八一社区服务站。共1000张床位，年门诊量50万人次，住院病人近4万人。
医院拥有国家特殊津贴专家1人，正高级职称80人、副高级职称130人，中级职称近300人。拥有大型先进医疗设备近三百余台（件），总价值8000多万元。
医院与河南省人民医院为协作医院，与解放军301医院建立了远程会诊的医学站点医院。医院也与许昌市75个乡镇卫生院结为协作医院，为其提供多方技术性帮助，并每年为其免费培训一名临床医生。

## 医学指导中心
- 河南省新生儿童症救护网络许昌分中心
- 河南省眼科网络许昌分中心
- 河南省肿瘤放疗网络许昌分中心
- 河南省麻醉质量控制分中心
- 河南省医院感染检测分中心
- 河南省血液净化质量监测分中心[3]
- 许昌市紧急医疗救援中心